# Rugby Americas North Sevens 2022 (Bahamas)
El Rugby Americas North Sevens del 2022 fue la decimoctava edición del torneo de rugby 7 disputado por las selecciones nacionales masculinas de la Rugby Americas North.
Se disputó entre el 23 y el 24 de abril en el Estadio Thomas Robinson de Nassau, Bahamas.
El torneo entregó dos boletos a la Copa del Mundo de Rugby 7 de 2022 y uno al torneo de rugby 7 de los Juegos de la Mancomunidad 2022.

## Fase de grupos
|  | Avanzan a la fase final. |

### Grupo A
| Pos | Países                    | Partidos | Partidos | Partidos | Partidos | Tantos | Tantos | Tantos | Pts |
| Pos | Países                    | J        | G        | E        | P        | PF     | PC     | DP     | Pts |
| --- | ------------------------- | -------- | -------- | -------- | -------- | ------ | ------ | ------ | --- |
| 1   | Canadá                    | 2        | 2        | 0        | 0        | 69     | 5      | +64    | 6   |
| 2   | Trinidad y Tobago         | 2        | 1        | 0        | 1        | 46     | 38     | +8     | 3   |
| 3   | Islas Vírgenes Británicas | 2        | 0        | 0        | 2        | 5      | 77     | -72    | 0   |

| 23 de abril | Canadá | 36 - 0 | Islas Vírgenes Británicas |  |  |

| 23 de abril | Canadá | 33 - 7 | Trinidad y Tobago |  |  |

| 23 de abril | Trinidad y Tobago | 41 - 5 | Islas Vírgenes Británicas |  |  |

### Grupo B
| Pos | Países  | Partidos | Partidos | Partidos | Partidos | Tantos | Tantos | Tantos | Pts |
| Pos | Países  | J        | G        | E        | P        | PF     | PC     | DP     | Pts |
| --- | ------- | -------- | -------- | -------- | -------- | ------ | ------ | ------ | --- |
| 1   | Jamaica | 2        | 2        | 0        | 0        | 68     | 7      | +61    | 6   |
| 2   | Curazao | 2        | 1        | 0        | 1        | 28     | 39     | -11    | 3   |
| 3   | Guyana  | 2        | 0        | 0        | 2        | 5      | 55     | -50    | 0   |

| 23 de abril | Jamaica | 34 - 7 | Curazao |  |  |

| 23 de abril | Guyana | 0 - 34 | Jamaica |  |  |

| 23 de abril | Guyana | 5 - 21 | Curazao |  |  |

### Grupo C
| Pos | Países                | Partidos | Partidos | Partidos | Partidos | Tantos | Tantos | Tantos | Pts |
| Pos | Países                | J        | G        | E        | P        | PF     | PC     | DP     | Pts |
| --- | --------------------- | -------- | -------- | -------- | -------- | ------ | ------ | ------ | --- |
| 1   | México                | 3        | 3        | 0        | 0        | 119    | 7      | +112   | 9   |
| 2   | Islas Caimán          | 3        | 2        | 0        | 1        | 83     | 31     | +52    | 6   |
| 3   | Islas Turcas y Caicos | 3        | 1        | 0        | 2        | 25     | 125    | -100   | 3   |
| 4   | Bahamas               | 3        | 0        | 0        | 3        | 26     | 90     | -64    | 0   |

| 23 de abril | México | 57 - 0 | Islas Turcas y Caicos |  |  |

| 23 de abril | Islas Caimán | 34 - 0 | Bahamas |  |  |

| 23 de abril | México | 26 - 0 | Islas Caimán |  |  |

| 23 de abril | Islas Turcas y Caicos | 20 - 19 | Bahamas |  |  |

| 23 de abril | México | 36 - 7 | Bahamas |  |  |

| 23 de abril | Islas Caimán | 49 - 5 | Islas Turcas y Caicos |  |  |

### Grupo D
| Pos | Países   | Partidos | Partidos | Partidos | Partidos | Tantos | Tantos | Tantos | Pts |
| Pos | Países   | J        | G        | E        | P        | PF     | PC     | DP     | Pts |
| --- | -------- | -------- | -------- | -------- | -------- | ------ | ------ | ------ | --- |
| 1   | Bermudas | 2        | 2        | 0        | 0        | 76     | 10     | +66    | 6   |
| 2   | Barbados | 2        | 1        | 0        | 1        | 52     | 24     | +28    | 3   |
| 3   | Belice   | 2        | 0        | 0        | 2        | 0      | 94     | -94    | 0   |

| 23 de abril | Barbados | 42 - 0 | Belice |  |  |

| 23 de abril | Barbados | 10 - 24 | Bermudas |  |  |

| 23 de abril | Bermudas | 52 - 0 | Belice |  |  |

## Fase final

### Shield
| 23 de abril | Islas Vírgenes Británicas | 10 - 34 | Guyana |  |  |

| 24 de abril | Islas Turcas y Caicos | 36 - 7 | Belice |  |  |

| 24 de abril | Bahamas | 26 - 12 | Islas Vírgenes Británicas |  |  |

| 24 de abril | Guyana | 36 - 5 | Islas Turcas y Caicos |  |  |

| 24 de abril | Belice | 24 - 36 | Islas Vírgenes Británicas |  |  |

| 24 de abril | Bahamas | 21 - 31 | Guyana |  |  |

| 24 de abril | Islas Vírgenes Británicas | 19 - 12 | Islas Turcas y Caicos |  |  |

| 24 de abril | Guyana | 27 - 0 | Belice |  |  |

### Definición 5° puesto
|  | Semifinal         | Semifinal         | Semifinal    |              |          | 5° puesto         | 5° puesto         | 5° puesto |  |
|  |                   |                   |              |              |          |                   |                   |           |  |
|  |                   |                   |              |              |          |                   |                   |           |  |
|  | Curazao           | Curazao           | 14           |              |          |                   |                   |           |  |
|  | Curazao           | Curazao           | 14           |              |          |                   |                   |           |  |
|  | Barbados          | Barbados          | 17           |              |          |                   |                   |           |  |
|  | Barbados          | Barbados          | 17           |              | Barbados | Barbados          | 14                |           |  |
|  |                   |                   |              |              | Barbados | Barbados          | 14                |           |  |
|  |                   |                   | Islas Caimán | Islas Caimán | 10       |                   |                   |           |  |
|  | Trinidad y Tobago | Trinidad y Tobago | Islas Caimán | Islas Caimán | 10       | 7                 |                   |           |  |
|  | Trinidad y Tobago | Trinidad y Tobago |              |              |          | 7                 |                   |           |  |
|  | Islas Caimán      | Islas Caimán      | 25           |              |          | 7° puesto         | 7° puesto         | 7° puesto |  |
|  | Islas Caimán      | Islas Caimán      | 25           |              |          | 7° puesto         | 7° puesto         | 7° puesto |  |
|  |                   |                   |              |              |          |                   |                   |           |  |
|  |                   |                   |              |              |          | Curazao           | Curazao           | 7         |  |
|  |                   |                   |              |              |          | Curazao           | Curazao           | 7         |  |
|  |                   |                   |              |              |          | Trinidad y Tobago | Trinidad y Tobago | 29        |  |
|  |                   |                   |              |              |          | Trinidad y Tobago | Trinidad y Tobago | 29        |  |
|  |                   |                   |              |              |          |                   |                   |           |  |

### Copa de oro
|  | Cuartos de final  | Cuartos de final  | Cuartos de final |         |          | Semifinales | Semifinales | Semifinales |        |              | Copa         | Copa         | Copa |  |
|  |                   |                   |                  |         |          |             |             |             |        |              |              |              |      |  |
|  |                   |                   |                  |         |          |             |             |             |        |              |              |              |      |  |
|  | Canadá            | Canadá            | 38               |         |          |             |             |             |        |              |              |              |      |  |
|  | Canadá            | Canadá            | 38               |         |          |             |             |             |        |              |              |              |      |  |
|  | Barbados          | Barbados          | 14               |         |          |             |             |             |        |              |              |              |      |  |
|  | Barbados          | Barbados          | 14               |         | Canadá   | Canadá      | 41          |             |        |              |              |              |      |  |
|  |                   |                   |                  |         | Canadá   | Canadá      | 41          |             |        |              |              |              |      |  |
|  |                   |                   | México           | México  | 0        |             |             |             |        |              |              |              |      |  |
|  | Curazao           | Curazao           | México           | México  | 0        | 7           |             |             |        |              |              |              |      |  |
|  | Curazao           | Curazao           |                  |         |          |             |             |             |        |              |              |              |      |  |
|  | México            | México            | 27               |         |          |             |             |             |        |              |              |              |      |  |
|  | México            | México            | 27               |         |          |             |             |             |        | Canadá       | Canadá       | 29           |      |  |
|  |                   |                   |                  |         |          |             |             |             |        | Canadá       | Canadá       | 29           |      |  |
|  |                   |                   | Jamaica          | Jamaica | 12       |             |             |             |        |              |              |              |      |  |
|  | Bermudas          | Bermudas          | Jamaica          | Jamaica | 12       | 7           |             |             |        |              |              |              |      |  |
|  | Bermudas          | Bermudas          |                  |         |          |             |             |             |        |              |              |              |      |  |
|  | Trinidad y Tobago | Trinidad y Tobago | 5                |         |          |             |             |             |        |              |              |              |      |  |
|  | Trinidad y Tobago | Trinidad y Tobago | 5                |         | Bermudas | Bermudas    | 5           |             |        | Tercer lugar | Tercer lugar | Tercer lugar |      |  |
|  |                   |                   |                  |         | Bermudas | Bermudas    | 5           |             |        | Tercer lugar | Tercer lugar | Tercer lugar |      |  |
|  |                   |                   | Jamaica          | Jamaica | 24       |             |             |             |        |              |              |              |      |  |
|  | Islas Caimán      | Islas Caimán      | Jamaica          | Jamaica | 24       | 14          |             |             | México | México       | 21           |              |      |  |
|  | Islas Caimán      | Islas Caimán      |                  |         |          |             |             |             | México | México       | 21           |              |      |  |
|  | Jamaica           | Jamaica           | 22               |         |          |             |             |             |        |              | Bermudas     | Bermudas     | 5    |  |
|  | Jamaica           | Jamaica           | 22               |         |          |             |             |             |        |              | Bermudas     | Bermudas     | 5    |  |
|  |                   |                   |                  |         |          |             |             |             |        |              |              |              |      |  |

| Bandera de Canadá |
| Campeón Canadá    |
| Quinto título     |